# Damir Milinović
Damir Milinović (* 15. Oktober 1972 in Rijeka) ist ein ehemaliger kroatischer Fußballspieler.

## Karriere
1994 bis 1997 spielte Milinović für HNK Rijeka, wo er in 79 Spielen sechs Tore schoss. Von Juli 1997 bis Dezember spielte Milinović für Croatia Zagreb. Dort kam er nur zu drei Einsätzen. Er wechselte dann zum HNK Rijeka zurück, wo er von Anfang 1998 bis zum Juli 2000 spielte. Dort kam er in 68 Einsätzen zu sechs Toren. In dieser Zeit kam er auch zu zwei Einsätzen in der Qualifikation zur UEFA Champions League. In der Saison 2000/01 spielte er für den VfL Bochum in der deutschen Fußball-Bundesliga, wo er zu 20 Einsätzen kam. er kam auch zu zwei Einsätzen im DFB-Pokal. Danach kehrte er bis zum Ende des Jahres zum HNK Rijeka zurück. Dort kam er noch achtmal zum Einsatz und schoss ein Tor. Im Jahr 2002 spielte er für den NK Zagreb. Dort wurde er ebenfalls zweimal in der Qualifikation zur UEFA Champions League eingesetzt und bestritt 25 Spiele, in denen er ein Tor schoss. Von 2003 bis Ende Juni 2004 spielte er wieder für den HNK Rijeka und kam dort zu weiteren 41 Einsätzen. Danach ging er bis Januar 2005 zu Dinamo Zagreb. Für Zagreb bestritt er zwei Spiele in der Qualifikation zur UEFA Europa League und zwei Spiele in der UEFA Europa League und 14 Spiele in der 1. HNL. Im Januar 2005 wurde er von Austria Salzburg verpflichtet, wo er bis Juni 2005 spielte. Er kam in dieser Zeit zu zehn Einsätzen in der österreichischen Bundesliga und zu einem Spiel im ÖFB-Cup. Von 2005 bis 2007 spielte er beim NK Pomorac Kostrena. Am Ende der Saison 2006/07 beendete Milinović dort seine aktive Spielerlaufbahn.
Von 1997 bis 1999 kam Milinović zu vier Einsätzen in der kroatischen Fußballnationalmannschaft. Er debütierte in der Nationalmannschaft am 12. Juni 1997.
Von September 2008 bis Dezember 2008 war Milinović Trainer des NK Pomorac Kostrena. Von 2009 bis 2012 trainierte er den NK Grobnican. Von Juli 2012 bis zum 25. November 2012 war er Trainer des HNK Gorica. Vom 13. Januar 2013 bis zum 16. Juni 2015 trainierte er den NK Novigrad. Danach war er bis zum 7. September 2015 Trainer des HNK Cibalia Vincovki. Ab dem 9. September 2015 trainierte er wieder bis zum 30. März 2017 den HNK Gorica. Seit dem 30. März 2017 ist er Trainer des FC Koper.